# Маранчон
Маранчон (ісп. Maranchón) — муніципалітет в Іспанії, у складі автономної спільноти Кастилія-Ла-Манча, у провінції Гвадалахара. Населення — 265 осіб (2010).
Муніципалітет розташований на відстані близько 140 км на північний схід від Мадрида, 95 км на північний схід від Гвадалахари.
На території муніципалітету розташовані такі населені пункти: (дані про населення за 2010 рік)
- Бальбасіль: 5 осіб
- Кларес: 18 осіб
- Кодес: 14 осіб
- Маранчон: 220 осіб
- Турм'єль: 8 осіб

## Демографія
Динаміка населення (INE ):